# Antonio Cassano
Antonio Cassano (Bari, 12 luglio 1982) è un ex calciatore italiano, di ruolo attaccante.
Considerato uno degli attaccanti più forti della sua generazione, nonché uno dei più talentuosi della storia del calcio italiano, è stato tuttavia inserito dalla rivista francese France Football al primo posto nella lista dei più grandi talenti sprecati nella storia del calcio. La sua carriera è stata infatti fortemente limitata da comportamenti e gesti controversi, divenuti noti come cassanate. Da giocatore ha avuto diversi soprannomi: Peter Pan da giovane, il Pibe di Bari vecchia ai tempi della Roma, Fenomeno di Bari vecchia e Fantantonio con la maglia della Sampdoria.
Cresciuto nel settore giovanile del Bari, a 19 anni si trasferisce alla Roma, con cui vince la Supercoppa italiana 2001 e disputa, nella stagione 2003-2004, l'annata più prolifica della propria carriera. Nel gennaio 2006 passa al Real Madrid, ma l'esperienza spagnola si rivela deludente: in una stagione e mezza segna appena 4 reti in 29 incontri, pur vincendo il campionato nel 2007 da comprimario.
Tornato in Italia, veste la maglia della Sampdoria: a Genova trascorre i suoi anni migliori, fornendo 42 assist e segnando 41 reti in 115 sfide tra campionato, Coppa Italia, Coppa UEFA/Europa League e Champions League. Alla Samp forma un'ottima coppia offensiva con l'attaccante Giampaolo Pazzini, tanto che i due sono paragonati ai gemelli del gol della squadra blucerchiata degli anni novanta, Roberto Mancini e Gianluca Vialli. Al termine della stagione 2009-2010, Cassano e Pazzini contribuiscono in modo decisivo a riportare la Sampdoria in UEFA Champions League dopo diversi anni. Negli anni seguenti Cassano vive momenti altalenanti, vestendo le maglie prima del Milan, dove vince lo scudetto 2011 e un'altra Supercoppa italiana, e poi dell'Inter, dimostrando sempre ottime qualità da assist-man. Dopo un biennio col Parma, dove si esprime a buoni livelli, chiude la carriera alla Sampdoria nel 2017 (escludendo la breve parentesi senza minuti giocati al Verona nel 2018).
Nel 2003 esordisce nella nazionale italiana, con la quale partecipa a tre campionati d'Europa (2004, 2008 e 2012) e al campionato del mondo 2014. È il miglior marcatore dell'Italia ai campionati europei con 3 gol complessivi, a pari merito con Mario Balotelli.

## Biografia
Cassano è originario del quartiere popolare di Bari Vecchia. Quando il futuro giocatore è ancora molto giovane, il padre abbandona lui e sua madre, la quale aveva deciso di chiamarlo Antonio in onore di Sant'Antonio di Padova, città nella quale aveva pregato il santo per la nascita di un figlio dopo molti aborti. Cresciuto in una realtà complicata, Cassano da un certo momento in poi non va più a scuola, stringendo anche amicizie negli ambienti della malavita locale.
Nel 2010 ha sposato, con matrimonio misto in quanto ateo, la pallanuotista Carolina Marcialis, all'epoca in forza al Nervi; la coppia ha due figli: Christopher, nato nel 2011, e Lionel, nato nel 2013 e chiamato così in onore del fuoriclasse argentino Lionel Messi, di cui Cassano è un grande ammiratore; al 2023-2024 i figli di Cassano giocano entrambi nell’Academy dell’Entella.
Nel 2008 ha pubblicato la sua autobiografia, Dico tutto, scritta con l'amico Pierluigi Pardo, giornalista e telecronista sportivo.
È uno dei personaggi della serie Sky dedicata a Francesco Totti Speravo de morì prima, dove è interpretato da Gabriel Montesi; tuttavia Cassano si è dichiarato molto insoddisfatto dell'interpretazione di Montesi, criticando l'imitazione del dialetto barese da parte dell'attore romano e la non veridicità degli eventi narrati.

## Caratteristiche tecniche
Attaccante forte fisicamente, era capace di giocare in qualsiasi ruolo dell'attacco, a partire dalla posizione di trequartista, fino ad arrivare a quella di ala sinistra, seconda punta e alla posizione di centravanti. Cassano era dotato anche di un eccellente controllo di palla, anche in velocità e negli spazi stretti.
Dotato di un'ottima tecnica individuale, risultava essere molto abile nel dribbling e nei calci piazzati. Era anche molto abile nel servire assist ai compagni con precisi passaggi filtranti o con giocate dettate da pura fantasia. Egli stesso ha infatti più volte affermato di preferire l'assist al gol.

## Carriera

### Giocatore

#### Club

##### Bari

Il diciassettenne Cassano disputa la sua prima gara da titolare per il Bari, il 18 dicembre 1999 al San Nicola, rivelandosi al grande pubblico grazie al suo decisivo gol del 2-1 contro l'.

Iniziò a tirare i primi calci a un pallone nella Pro Inter, società giovanile della periferia barese, nel quartiere Carbonara. Nel 1995, a 12 anni, fece un provino per il Casarano, chiamato dall'allora direttore sportivo dei pugliesi Pantaleo Corvino, che però ebbe esito negativo. Dopo due provini con l'Inter e uno con il Parma con esito negativo, il giocatore fu notato proprio dagli osservatori del Bari e ben presto indossò la maglia della squadra Primavera della società pugliese. L'allenatore della prima squadra Eugenio Fascetti notò il suo talento e decise di farlo esordire in Serie A l'11 dicembre 1999, a 17 anni, in un derby in casa del Lecce, perso dal Bari per 1-0.
Nella giornata di campionato seguente Fascetti lo schierò per la prima volta titolare, nella gara al San Nicola contro l'Inter, dove realizzò all'88' la sua prima marcatura in Serie A, sancendo la vittoria della sua squadra per 2-1 con un'azione personale rimasta nella storia del calcio italiano.
(Pierluigi Pardo e Antonio Cassano, Dico tutto)
Cassano chiuse la prima stagione al Bari con 21 presenze e 3 reti e in quella seguente disputò 27 partite segnando ancora 3 gol, restando tra i giocatori più popolari per la tifoseria barese.

##### Roma
Nel marzo 2001 il presidente della Roma Franco Sensi ufficializzò l'acquisto di Cassano, che nella successiva estate passò a vestire la maglia della squadra giallorossa neocampione d'Italia per un importo di 60 miliardi di lire (50 miliardi in contanti più la comproprietà di Gaetano D'Agostino); ad averlo fortemente desiderato era l'allenatore Fabio Capello, che lo aveva già notato nel campionato precedente quando aveva realizzato all'Olimpico il goal del momentaneo pareggio del Bari nel match vinto 3-1 dai capitolini.
Nella prima stagione in maglia giallorossa Cassano vince la Supercoppa Italiana contro la Fiorentina (3-0) ed esordisce in UEFA Champions League l'11 settembre 2001 in occasione di Roma-Real Madrid 1-2; in campionato trova spazio soprattutto nel girone di ritorno firmando il 5 maggio 2002 la rete della vittoria giallorossa a Torino contro i granata con la quale la Roma chiude al secondo posto nel giorno dell'incredibile sconfitta dell'Inter contro la Lazio che consegna lo scudetto alla Juventus.
Nella stagione 2002-2003 sigla il suo primo goal nella massima competizione europea regalando la vittoria alla Roma sul campo del Genk il 2 ottobre 2002. È decisivo anche per il pareggio nel derby dell'8 marzo 2002 con un gol di testa allo scadere e nel match di Champions League contro l'Arsenal ad Highbury segnando il goal del pareggio con la Roma ridotta in 10 per l'espulsione di Francesco Totti, ma finisce anche per essere protagonista in negativo nella finale di Coppa Italia persa contro il Milan: nella gara di ritorno a San Siro, con i giallorossi impegnati in una difficile rimonta, si fa espellere dall'arbitro Roberto Rosetti, mimando poi contro di lui il gesto delle corna.

Cassano all'esordio ufficiale con la Roma, l'8 settembre 2001 all'Olimpico, inseguito dalla difesa dell'.

Nella sua terza stagione romanista Capello lo rende titolare inamovibile al fianco di Totti e insieme i due trascinano la Roma in un duello-scudetto contro il Milan che si risolve a favore dei rossoneri, vittoriosi nello scontro diretto a tre giornate dal termine. L'8 febbraio 2004 realizza all'Olimpico una doppietta nella storica vittoria per 4-0 sulla Juventus, suggellando la sua esultanza con un calcio alla bandierina del corner, spezzandola, dopo essersi sfilato la maglia. Poche settimane dopo segna la sua prima e unica tripletta con la maglia giallorossa, nella vittoria per 6-0 sul Siena.
Cassano formò con Totti una coppia d’attacco formidabile, capace di giocate di grande qualità e di un’elevata intesa: nella sola stagione 2003-2004 i due realizzarono complessivamente 34 reti e, dal 2001 al 2006, 146 marcature complessive.
(Francesco Totti)

Cassano (in primo piano) in maglia romanista nel precampionato 2002-2003, alle prese con l'interista Fabio Cannavaro.

Cassano ha vinto, a livello individuale nel suo periodo alla Roma, per due volte il premio di Migliore calciatore giovane dell'Associazione Italiana Calciatori, nel 2001 e nel 2003.
Il rapporto con la dirigenza giallorossa, nel frattempo presa in mano dalla figlia di Franco Sensi, Rosella, iniziò a logorarsi quando Cassano, in scadenza di contratto, rifiutò una prima proposta di rinnovo di contratto a 3,2 milioni di euro annui. Dopo l'addio di Capello la Roma vive un'annata travagliata, con 4 cambi di allenatore, e tutti i tecnici puntualmente entrano in rotta di collisione con un Cassano sempre più difficile da gestire. Sul finire di campionato il traghettatore Bruno Conti, storica bandiera giallorossa, riesce a condurre la squadra alla salvezza raggiunta aritmeticamente grazie al goal decisivo di Cassano a Bergamo contro l'Atalanta nella penultima giornata.
L'arrivo di Luciano Spalletti in panchina nell'estate 2005 segna la fine della sua esperienza giallorossa: già a luglio il nuovo allenatore gli toglie il grado di vicecapitano e, ormai ai ferri corti con dirigenza e tifoseria, Cassano finisce di fatto fuori rosa per diverse settimane. Il 12 dicembre 2005 segna il suo ultimo gol con la maglia della Roma, nella sconfitta casalinga contro il Palermo. Nella finestra invernale di mercato Spalletti, in sintonia con la società, opta per la sua cessione.

##### Real Madrid
Il 4 gennaio 2006, dopo una lunga trattativa e continue voci di mercato che lo accostavano a Juventus e Inter, fu acquistato dal Real Madrid per 5 milioni di euro.
Essendo Cassano in sovrappeso, fu soprannominato el gordito ("il grassottello"), mentre il compagno di squadra Ronaldo, anch'egli in sovrappeso, era soprannominato el gordo ("il grasso"). Avendo giocato pochissimo nella prima parte della stagione con la Roma, Cassano si sottopose a una dura serie di allenamenti e una dieta ferrea per presentarsi all'allenatore madridista López Caro in una forma fisica accettabile. In Spagna, a causa dell'eccessivo peso corporeo e anche degli atteggiamenti irriverenti, fu parodiato con successo da un popolare comico televisivo, Carlos Latre.
Esordì con la maglia del Real Madrid il 18 gennaio 2006 in un incontro di Coppa del Re contro il Betis, entrando a metà della ripresa e segnando il gol della vittoria dopo appena tre minuti dal suo ingresso. Da lì in poi, però, l'allenatore del Real Madrid gli preferì spesso altri giocatori, sicché Cassano scese in campo in altre 16 partite, di cui solo 4 da titolare (3 in campionato e una in Coppa del Re).
Durante l'estate 2006, con l'arrivo sulla panchina dei blancos del suo ex allenatore Fabio Capello, Cassano migliorò la forma fisica e mostrò buone prestazioni, tanto da riguadagnare un posto nella nazionale guidata da Roberto Donadoni (che aveva sostituito Marcello Lippi), che, dopo la vittoria del campionato del mondo 2006, preparava la qualificazione a campionato europeo 2008. A causa di ulteriori screzi con Capello, tuttavia, Cassano fu estromesso dalla rosa del Real Madrid già alla fine di ottobre 2006, salvo poi essere reintegrato nel febbraio 2007.
Con il Real Madrid Cassano vinse il campionato spagnolo 2006-2007, nel quale disputò appena 7 partite, segnando un gol.

##### Sampdoria

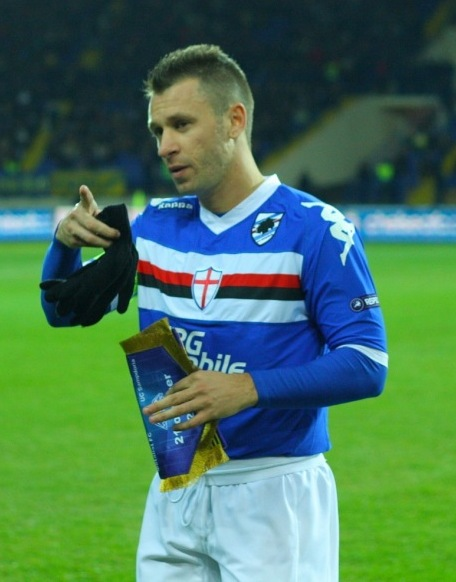
Cassano con la maglia della nel 2010

Il 13 agosto 2007 fu prelevato dalla Sampdoria in prestito gratuito con diritto di riscatto fissato a 5,5 milioni di euro; la Sampdoria pagò 1,2 milioni di stipendio al calciatore, mentre i restanti 3 milioni furono versati dal Real Madrid.
Scelta la maglia numero 99, esordì con la Sampdoria il 23 settembre seguente, nel derby contro il Genoa (finito 0-0). La domenica successiva, nella partita casalinga contro l'Atalanta, Cassano siglò, a pochi minuti dal suo ingresso in campo nel secondo tempo, il suo primo gol con la nuova squadra, che fissò il risultato finale sul 3-0. Alla fine della stagione i gol furono 9 in 22 presenze, oltre a diversi assist per i compagni.
Il 29 maggio 2008 la Sampdoria raggiunse l'accordo con il Real Madrid per l'acquisto definitivo di Cassano, che firmò un contratto con il club ligure fino al 2013, con un ingaggio da circa 2,8 milioni di euro a stagione. Per il cartellino del calciatore la Sampdoria non pagò nulla, obbligandosi però a versare al Real Madrid 7 milioni di euro in caso di cessione del giocatore nell'estate 2008 o 5 milioni nel caso di cessione nei tre anni successivi.
La stagione 2008-2009 vide la Sampdoria raggiungere la finale di Coppa Italia, persa contro la Lazio ai rigori dopo l'1-1 dei tempi regolamentari. Cassano sbagliò il primo tiro dal dischetto della serie. In campionato realizzò 12 gol e la Sampdoria si classificò tredicesima.
Nella stagione 2009-2010, il 24 marzo 2010, Cassano tornò a giocare allo stadio San Nicola di Bari dopo nove anni, segnando un gol dopo il quale decise di non esultare per rispetto della sua ex squadra, motivo per cui venne applaudito dalla tifoseria avversaria. Ha concluso la stagione con 11 reti totali realizzate, di cui 9 in campionato e 2 in Coppa Italia. La Sampdoria si è classificata al quarto posto, potendo così giocare i preliminari, poi persi contro il Werder Brema, della UEFA Champions League 2010-2011.
Durante la stagione 2010-2011, il 29 ottobre 2010 venne messo fuori rosa per il "comportamento gravemente offensivo e irrispettoso" avuto tre giorni prima nei confronti del presidente Riccardo Garrone presso il centro sportivo Gloriano Mugnaini: a fronte della richiesta di quest'ultimo di presenziare a un evento a Sestri Levante, Cassano aveva rifiutato ed aveva avuto una reazione scomposta, apostrofando il patron con molti epiteti offensivi in presenza di altre persone. Garrone, pur dichiarandosi addolorato dalla vicenda e sottolineando come il giocatore, pur con i suoi limiti caratteriali, fino a quel momento gli avesse sempre portato rispetto, decise di appellarsi al collegio arbitrale per ottenere la risoluzione contrattuale anticipata, dichiarando che non ci sarebbe stato più spazio per Cassano alla Sampdoria. Il 16 dicembre 2010 l'arbitrato, pur riscontrandone gli estremi, rigettò la richiesta di risoluzione contrattuale tra la Sampdoria e Cassano, poiché si era trattato di un singolo episodio, ma impose al calciatore la sospensione dagli allenamenti e dello stipendio dal 29 ottobre 2010 al 31 gennaio 2011, oltre a una decurtazione dell'ingaggio pari al 50% a partire dal 1º febbraio 2011 fino al 30 giugno 2013, data della scadenza del contratto con la società genovese.

##### Milan

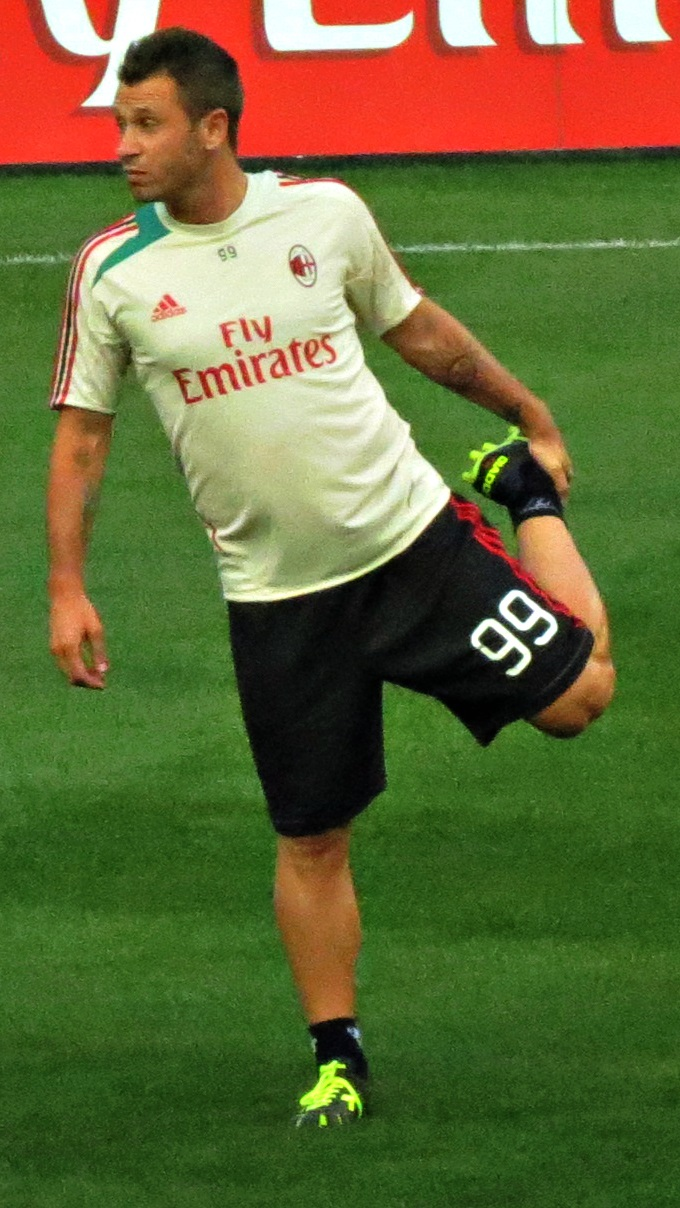
Cassano durante un riscaldamento ai tempi del Milan

Il 27 dicembre 2010, con il permesso della Sampdoria, si è aggregato al Milan per partecipare al ritiro invernale della squadra a Dubai, in attesa di essere tesserato dalla società milanese alla riapertura del calciomercato. Il 3 gennaio 2011, primo giorno utile per il calciomercato invernale 2011, è stato depositato negli uffici della Lega Serie A il contratto firmato da Cassano con il Milan. La Sampdoria, lo stesso Cassano e il Milan hanno deciso di dividere in tre parti uguali i 5 milioni di euro da versare al Real Madrid, cifra stabilita al momento della cessione di Cassano alla Sampdoria. Il giocatore, che ha scelto come quando era alla Sampdoria la maglia numero 99, non ha potuto giocare nella Champions League 2010-2011 con il Milan, poiché aveva già preso parte alla stessa con la Sampdoria nei preliminari.
Il 6 gennaio seguente ha esordito con la maglia del Milan nella partita esterna vinta 1-0 contro il Cagliari, effettuando l'assist per il gol-partita allo scadere del compagno Rodney Strasser. Ha segnato il primo gol col Milan il 12 febbraio 2011 a San Siro contro il Parma su assist di Gennaro Gattuso al 17' di gioco. Il 2 aprile segna su rigore il gol valido per il 3-0 nel derby milanese contro l'Inter, facendosi espellere immediatamente dopo per doppia ammonizione. Il 7 maggio successivo ha vinto lo scudetto con i rossoneri a tre giornate dal termine del campionato grazie allo 0-0 dell'Olimpico contro la Roma.
Il 6 agosto 2011 ha vinto, senza scendere in campo, la Supercoppa italiana con il Milan, battendo l'Inter a Pechino per 2-1.
Il 29 ottobre seguente, al ritorno dalla trasferta del Milan a Roma, Cassano ha accusato un malore all'aeroporto di Milano-Malpensa ed è stato ricoverato al Policlinico di Milano, dove gli è stata diagnosticata una sofferenza cerebrale su base ischemica causata dalla presenza di un difetto interatriale. È stato operato per chiudere il forame ovale pervio nella mattinata del successivo 4 novembre presso l'Unità di Cardiologia del Policlinico di Milano. Il 3 aprile 2012, a cinque mesi dall'operazione, Cassano ha nuovamente ottenuto l'idoneità medico-sportiva, potendo così tornare ad allenarsi regolarmente. È tornato in campo il 7 aprile seguente, entrando all'84' di Milan-Fiorentina, partita terminata sul punteggio di 1-2. Il 29 aprile 2012, dopo poco meno di 6 mesi dall'intervento al cuore e a distanza di 206 giorni dall'ultima marcatura realizzata, è tornato al gol nella partita di campionato vinta per 4-1 in casa del Siena, in cui ha segnato la prima rete e ha fornito due assist per la doppietta di Zlatan Ibrahimović.

##### Inter

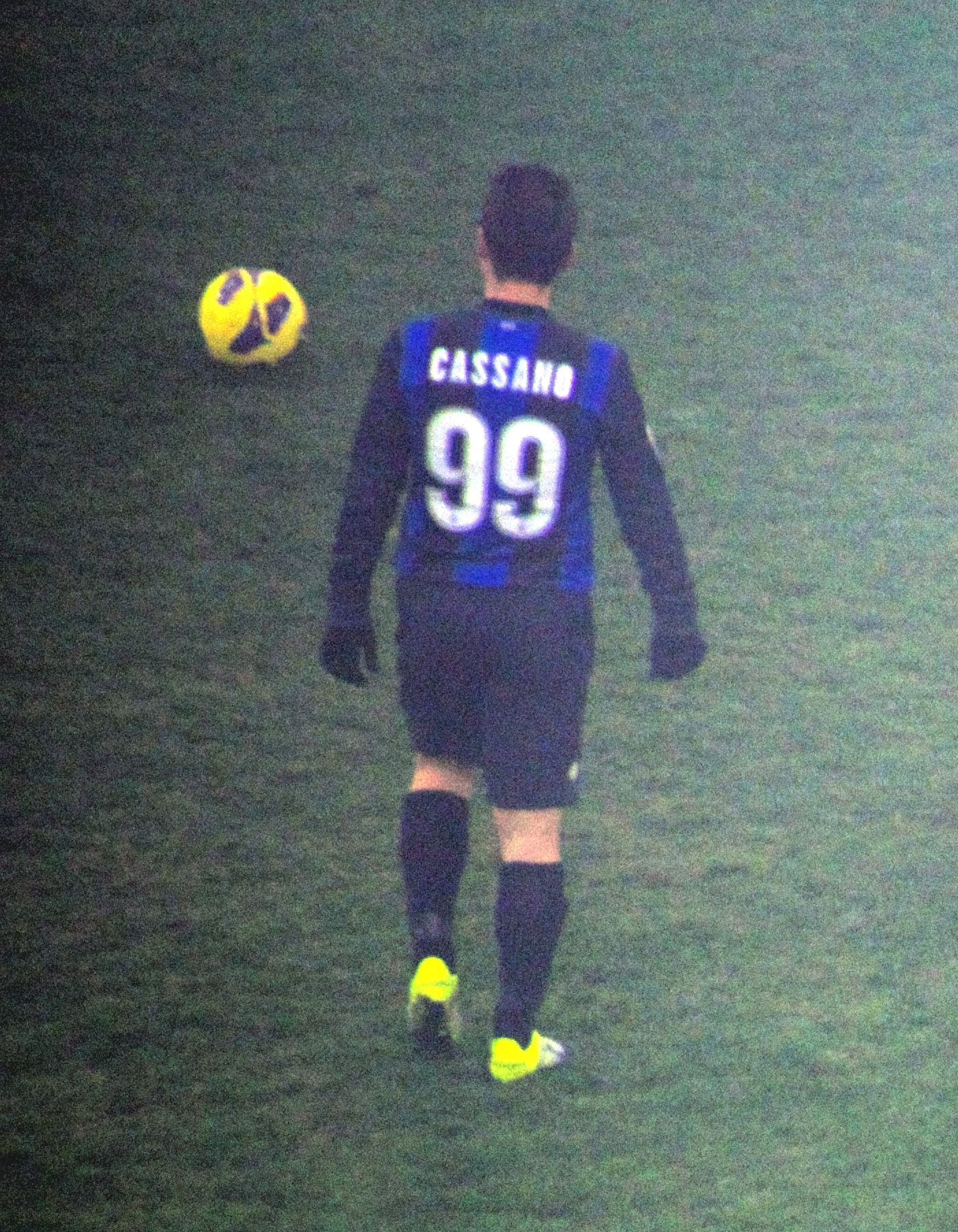
Cassano con la maglia dell'Inter durante il derby di Milano del 24 febbraio 2013

Il 22 agosto 2012 viene ufficializzato il suo trasferimento all'Inter, nell'ambito di uno scambio che ha portato dall'Inter al Milan Giampaolo Pazzini, ex compagno di reparto di Cassano alla Sampdoria, con un conguaglio di 7,5 milioni a favore dei nerazzurri. Il giocatore firma un contratto biennale fino al 30 giugno 2014 da 3 milioni di euro a stagione, più bonus.
Ha esordito da titolare in Pescara-Inter 0-3, sempre con la maglia numero 99, fornendo l'assist a Diego Milito per il secondo gol. Segna il primo gol in nerazzurro alla seconda giornata di Serie A contro la Roma a San Siro il 2 settembre 2012, partita persa per 3-1.
Conclude la sua prima e unica stagione interista con 39 presenze collezionate, 15 assist e 9 gol segnati complessivamente.

##### Parma
Il 3 luglio 2013 si trasferisce al Parma a titolo definitivo, firmando un contratto di durata triennale. Nell'ambito della stessa trattativa l'algerino Ishak Belfodil passa all'Inter in compartecipazione. Anche al Parma sceglie di indossare la maglia numero 99; segna il suo primo gol con la squadra emiliana al debutto nel 4-0 al Lecce in Coppa Italia. Il 23 novembre, contro il Napoli, segna la sua 100ª marcatura nella prima divisione italiana. Il 30 novembre segna il suo 100º gol in Serie A nel pareggio casalingo contro il Bologna (1-1). In tutta la stagione Cassano mette a segno 12 gol e 7 assist in campionato contribuendo in maniera significativa al sesto posto del Parma.

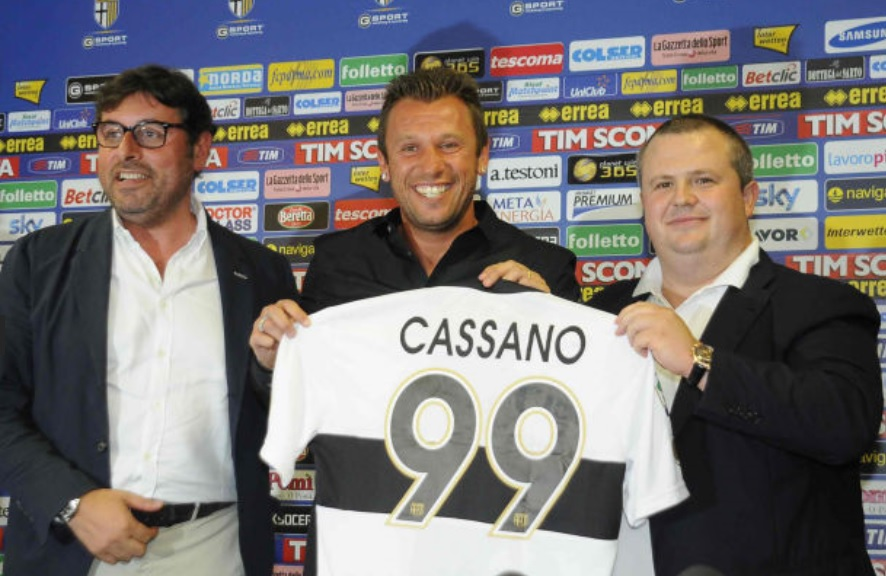
Cassano (al centro) il giorno della presentazione al Parma nel 2013

Il 23 gennaio 2015 viene rivelato che Cassano avrebbe chiesto la messa in mora del Parma per il mancato pagamento degli stipendi arretrati; tuttavia la società smentisce con un comunicato, parlando di semplice invito di pagamento. Viene convocato per la gara contro il Cesena del 25 gennaio persa 1-2 dopo essere subentrato a Francesco Lodi a inizio ripresa e a fine partita la squadra, ultima in classifica e indebitata nonostante la nuova proprietà, viene contestata sotto la curva e Cassano ha un duro confronto in campo con un ultrà. Il giorno dopo risolve anticipatamente il suo contratto con il Parma. La stessa sera, in collegamento con la trasmissione televisiva Tiki Taka, in onda su Italia 1, spiega di aver deciso di lasciare il club per lo stipendio non pagato da luglio 2014, per la scarsa chiarezza dimostrata dalla vecchia proprietà nei riguardi di tutti i giocatori e per l'inconcludenza della nuova proprietà.
Nel suo anno e mezzo al Parma ha collezionato complessivamente 56 presenze, 18 gol e 9 assist.

##### Ritorno alla Sampdoria
Il 9 agosto 2015 la Sampdoria ufficializza il ritorno di Cassano in blucerchiato dopo 4 anni e mezzo. Firma un contratto biennale da 680 000 euro più bonus. Il suo arrivo comporta da subito un forte aumento degli abbonamenti ed un crescente entusiasmo dei tifosi blucerchiati. Debutta in campionato il 23 agosto, giocando l'ultimo quarto d'ora di Sampdoria-Carpi (5-2). Il 10 gennaio 2016 torna al gol in blucerchiato nella sconfitta interna per 1-2, subita ad opera della Juventus. Termina la stagione con 24 presenze e 2 gol in campionato.
Il 5 luglio 2016 il presidente dei blucerchiati Massimo Ferrero afferma che Cassano non rientra più nei piani tecnici della Sampdoria ed il giorno seguente gli propone il ruolo di dirigente della squadra, ma Cassano rifiuta l'offerta. Ad inizio agosto avviene la rottura definitiva con il club blucerchiato, che decide di metterlo fuori squadra e sul mercato. Il giocatore rifiuta tutte le offerte propostegli e, ottenuto il permesso di allenarsi con la formazione Primavera, resta nei ranghi della società genovese fino al 25 gennaio 2017, giorno in cui il contratto viene consensualmente risolto.

##### La parentesi Verona e il ritiro
Il 10 luglio seguente si accorda con il Verona. Nei giorni seguenti, tuttavia, manifesta la volontà di lasciare il club; dopo essere inizialmente tornato sui propri passi, il 27 luglio risolve consensualmente il contratto con la società scaligera.
Il 6 ottobre 2018 la Virtus Entella, società della città ligure di Chiavari militante in Serie C, comunica di aver accolto la richiesta di Cassano di potersi allenare allo stadio comunale chiavarese a partire dall'8 ottobre senza alcun vincolo contrattuale; il barese era già stato vicino alla firma con il club del presidente Antonio Gozzi nel febbraio 2017, dopo la risoluzione con la Sampdoria, ma aveva poi avuto un ripensamento, poiché non convinto di voler scendere in Serie B. L'8 ottobre 2018 torna, quindi, ad allenarsi, ma dopo soli 5 giorni annuncia ufficialmente in una lettera il suo congedo al calcio giocato, a 2 anni e 5 mesi di distanza dall'ultima partita ufficiale disputata.

#### Nazionale

##### Nazionali giovanili
Nel 2000 esordisce con la nazionale italiana Under-21 contro il Messico e nella successiva gara contro l'Ungheria, valida per le qualificazioni all'Europeo Under-21 2002; mette a segno le prime reti con gli azzurrini segnando una doppietta nel 3-0 finale. Dopo l'arrivo di Claudio Gentile al posto di Marco Tardelli come selezionatore dell'Under-21 Cassano trova poco spazio per i rapporti conflittuali con il nuovo allenatore, disputando solo 4 partite. Anche per questo Cassano non viene inserito da Gentile nei convocati per la fase finale dell'Europeo Under-21 2002. In totale tra il 2000 e il 2002 il giocatore barese gioca 9 gare e segna 3 reti in Under-21.

##### Nazionale maggiore

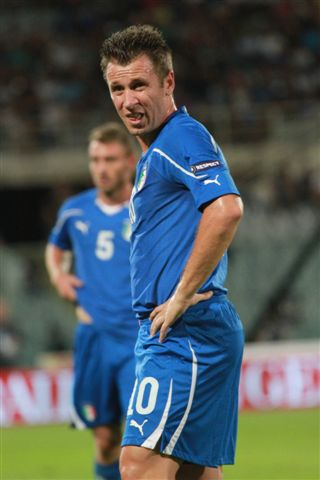
Cassano in maglia azzurra nel 2011 durante una sfida contro la

Cassano ha esordito nella nazionale maggiore il 12 novembre 2003, a 21 anni, convocato dal CT Giovanni Trapattoni, nella partita amichevole Polonia-Italia (3-1), segnando un gol al suo debutto. Trapattoni lo convoca per l'Europeo 2004, dove Cassano risulta il miglior giocatore della spedizione italiana, segnando 2 gol nelle 3 partite del primo turno che non bastarono però per evitare agli azzurri una prematura eliminazione per differenza reti dopo un contestato 2-2 tra Svezia e Danimarca che qualificò entrambe.
Con il CT Marcello Lippi viene convocato solo in due occasioni e non prende parte al Mondiale 2006, vinto dalla Nazionale italiana.
Sempre nel 2006, dopo più di un anno di assenza, Cassano ritorna in Nazionale con il nuovo CT Roberto Donadoni, che lo impiega nelle prime due partite delle qualificazioni europee. Dopo queste gare Cassano non viene più convocato, anche per via della sua negativa stagione 2006-2007 al Real Madrid, in cui gioca poco.
Autore di una buona stagione al suo ritorno in Italia con la Sampdoria, Donadoni lo inserisce nella lista dei convocati per l'Europeo 2008. Fa quindi il suo ritorno in Nazionale il 30 maggio 2008 a Firenze, entrando nel secondo tempo di Italia-Belgio (3-1), l'ultima amichevole prima della competizione. Viene impiegato in tutte le partite disputate dalla nazionale durante l'Europeo, collezionando quindi 4 presenze. Sia contro i Paesi Bassi sia contro la Romania entra nel secondo tempo, mentre contro la Francia fu titolare e contribuisce alla vittoria italiana per 2-0. Nei quarti di finale contro la Spagna esce al 79' per fare spazio ad Antonio Di Natale.
Nel biennio dal 2008 al 2010 Lippi, ritornato alla guida della nazionale, non lo convoca mai.
Torna in nazionale sotto la guida del successore di Lippi, Cesare Prandelli, che il 10 agosto 2010 lo impiega come titolare nella partita amichevole Italia-Costa d'Avorio (0-1) disputata a Londra.
Il 10 agosto 2011 ha indossato per la prima volta la fascia di capitano in occasione dell'incontro amichevole contro la Spagna (vinto per 2-1), disputato nella sua Bari. Con 6 gol segnati è stato il capocannoniere del Girone C di qualificazione all'Europeo 2012, vinto dall'Italia con 26 punti.

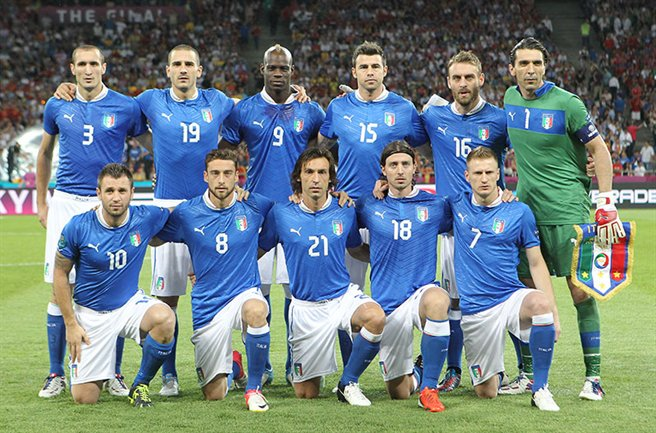
Cassano e compagni prima del fischio d'inizio della finale del campionato europeo di calcio 2012

Dopo l'avvenuto recupero dai problemi cardiaci, è stato convocato per l'Europeo 2012, dove ha vestito la maglia numero 10. Nella terza giornata del girone eliminatorio è andato a segno nella vittoria per 2-0 ai danni dell'Irlanda conseguendo il premio come Migliore in campo, risultato che ha consentito agli azzurri di raggiungere i quarti di finale come seconda nel girone, dietro alla Spagna. Durante la semifinale contro la Germania terminata sul punteggio di 2-1, Cassano ha fornito l'assist per il gol di testa di Balotelli valido per il momentaneo 1-0 in favore dell'Italia. Nel corso della manifestazione, chiusa dall'Italia al secondo posto dopo la sconfitta per 4-0 in finale contro la Spagna, Cassano ha disputato da titolare tutte le 6 partite degli azzurri, venendo però sempre sostituito.
A seguito del suo ottimo rendimento con il Parma nella stagione 2013-2014, viene inserito nella lista di 30 calciatori pre-convocati in vista del Mondiale 2014. Il 31 maggio 2014 subentra nel secondo tempo a Ciro Immobile nell'amichevole pareggiata 0-0 contro l'Irlanda, tornando a vestire la maglia azzurra a quasi due anni di distanza dalla finale dell'Europeo persa contro la Spagna. Il 1º giugno viene confermato nella lista definitiva dei 23 convocati per il Mondiale in Brasile. Durante la manifestazione iridata, dopo aver saltato la prima gara contro l'Inghilterra (vinta per 2-1 dagli azzurri), scende in campo nel secondo tempo sia con la Costa Rica che con l'Uruguay, tuttavia non riesce a incidere, anche per via del poco tempo a disposizione, e l'Italia viene eliminata al primo turno.
Non più convocato in nazionale da allora, chiude la carriera in azzurro con 39 presenze e 10 gol.

### Dopo il ritiro
È stato ospite fisso del programma Tiki Taka - Il calcio è il nostro gioco da agosto a dicembre 2019. Sempre a dicembre 2019 si è diplomato come direttore sportivo.
Dal 2020 Cassano, insieme ai colleghi Christian Vieri, Lele Adani e Nicola Ventola, partecipa alla Bobo TV, un podcast italiano trasmesso su Twitch, dove i quattro ex calciatori esprimono opinioni e pareri sul calcio contemporaneo, anche con la presenza di ospiti speciali. L'esperienza alla Bobo TV termina nell'autunno 2023 con l'addio di Adani, Ventola e dello stesso Cassano dopo un diverbio avuto con Vieri.
Dall'estate 2024, insieme agli ex protagonisti della Bobo TV Adani e Ventola, prende parte al nuovo talk-show su Twitch e YouTube dal titolo Viva el Futbol.
Dopo il ritiro come calciatore ha iniziato a praticare il padel, vincendo anche un torneo FTRPA.

## Controversie
Cassano non si è contraddistinto solamente per le sue capacità tecniche e sportive, ma anche per il suo comportamento spesso estroverso ed al di fuori delle regole, sino ad arrivare agli eccessi e all'indisciplina, nonché per il carattere a volte particolarmente esuberante. Tali atteggiamenti sono stati definiti «cassanate», termine coniato da Fabio Capello (che allenò l'attaccante pugliese a Roma ed a Madrid) e poi entrato nel gergo comune del giornalismo sportivo.
Uno dei primi episodi di questo tipo avvenne nel 2001, quando il tecnico della nazionale Under-21 Claudio Gentile lo lasciò in panchina per tutta la durata dell'incontro Italia-Romania: il giorno successivo Cassano abbandonò il ritiro della squadra.
Alla Roma, nel corso della finale di Coppa Italia 2002-2003, dopo essere stato espulso dall'arbitro Roberto Rosetti, si rivolse al direttore di gara con ripetuti insulti e gli indirizzò anche il gesto delle corna.

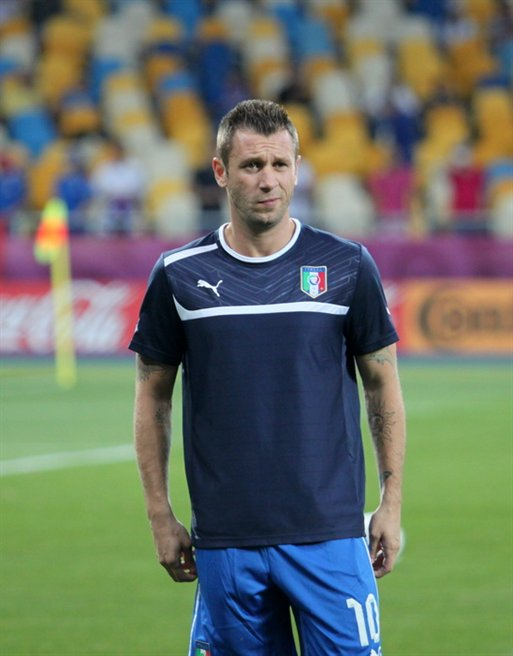
Cassano in fase di riscaldamento durante Euro 2012

Nel 2006, al Real Madrid, fu inquadrato da un'emittente televisiva spagnola mentre imitava, a mo' di presa in giro, il proprio allenatore Capello, il quale da quel giorno smise di farlo giocare con continuità. Nel 2008, alla Sampdoria, dopo essere stato espulso per proteste dall'arbitro Nicola Pierpaoli all'87' della partita Sampdoria-Torino, Cassano rivolse minacce allo stesso arbitro, a cui lanciò contro anche la propria maglietta di gioco. Questo episodio gli costò 5 giornate di squalifica con diffida e una multa di 15.000 euro. Durante la stagione successiva, sempre a Genova, litigò con il proprio allenatore Luigi Delneri, che lo escluse dalla rosa per sei partite. Nel 2010, come già accennato, ebbe un acceso diverbio con il presidente della Sampdoria Riccardo Garrone, che insultò pesantemente; ciò gli costò l'essere messo fuori rosa ed il dimezzamento dello stipendio. Per la gravità dell'accaduto, Garrone, pur sottolineando di essere dispiaciuto e spiegando che fino a quel momento Cassano si era sempre comportato correttamente nei suoi confronti, annunciò che era sua intenzione fare in modo che il giocatore non indossasse più la maglia della Sampdoria; Cassano venne ceduto dopo poco tempo al Milan.
Nel luglio 2012 è stato sanzionato dalla UEFA con una multa di 15.000 euro per aver rilasciato "dichiarazioni discriminatorie alla stampa" (in violazione dell'articolo 11 bis del Regolamento disciplinare UEFA) nei confronti di eventuali giocatori omosessuali presenti in rosa.
Nel marzo 2013, all'Inter, ebbe un violento litigio con il proprio tecnico Andrea Stramaccioni, a causa del quale venne messo fuori rosa e ricevette una multa di 40.000 euro. L'8 maggio 2016, tornato alla Sampdoria, alla fine del derby di Genova perso per 3 a 0, ebbe una discussione con l'avvocato Antonio Romei, braccio destro del presidente blucerchiato Massimo Ferrero, che portò all'invio da parte della società di una lettera di licenziamento che venne però poco dopo stracciata da parte della stessa.
Nell'estate dello stesso anno la Sampdoria propose a Cassano la risoluzione anticipata del rapporto di lavoro, ma il giocatore si oppose, dichiarando di voler restare a Genova, anche fuori rosa, piuttosto che trasferirsi in altri club. Le parti conclusero la vicenda con una successiva risoluzione consensuale del contratto. Nel 2017 il giocatore, mentre era in ritiro con il Verona, annunciò improvvisamente l'intenzione di volere lasciare l'attività, poi tornò sui suoi passi a poche ore di distanza e poi cambiò di nuovo idea dieci giorni dopo, rescindendo il contratto che lo legava alla società veneta.

### Vicende giudiziarie
Nel giugno 2015 viene indagato per evasione fiscale per non aver dichiarato al fisco una parte di stipendio percepito al Real Madrid nel 2006 pari a 3 milioni di euro sugli 8 totali.

## Statistiche

### Presenze e reti nei club
| Stagione           | Squadra            | Campionato         | Campionato | Campionato | Coppe nazionali | Coppe nazionali | Coppe nazionali | Coppe continentali | Coppe continentali | Coppe continentali | Altre coppe | Altre coppe | Altre coppe | Totale | Totale |
| Stagione           | Squadra            | Comp               | Pres       | Reti       | Comp            | Pres            | Reti            | Comp               | Pres               | Reti               | Comp        | Pres        | Reti        | Pres   | Reti   |
| ------------------ | ------------------ | ------------------ | ---------- | ---------- | --------------- | --------------- | --------------- | ------------------ | ------------------ | ------------------ | ----------- | ----------- | ----------- | ------ | ------ |
| 1998-1999          | Bari               | A                  | 0          | 0          | CI              | 0               | 0               | -                  | -                  | -                  | -           | -           | -           | 0      | 0      |
| 1999-2000          | Bari               | A                  | 21         | 3          | CI              | 0               | 0               | -                  | -                  | -                  | -           | -           | -           | 21     | 3      |
| 2000-2001          | Bari               | A                  | 27         | 3          | CI              | 2               | 0               | -                  | -                  | -                  | -           | -           | -           | 29     | 3      |
| Totale Bari        | Totale Bari        | Totale Bari        | 48         | 6          |                 | 2               | 0               |                    | -                  | -                  |             | -           | -           | 50     | 6      |
| 2001-2002          | Roma               | A                  | 22         | 5          | CI              | 3               | 1               | UCL                | 5                  | 0                  | SI          | 0           | 0           | 30     | 6      |
| 2002-2003          | Roma               | A                  | 27         | 9          | CI              | 5               | 1               | UCL                | 11                 | 4                  | -           | -           | -           | 43     | 14     |
| 2003-2004          | Roma               | A                  | 33         | 14         | CI              | 0               | 0               | CU                 | 6                  | 4                  | -           | -           | -           | 39     | 18     |
| 2004-2005          | Roma               | A                  | 31         | 9          | CI              | 8               | 1               | UCL                | 3                  | 1                  | -           | -           | -           | 42     | 11     |
| 2005-gen. 2006     | Roma               | A                  | 5          | 2          | CI              | 0               | 0               | CU                 | 2                  | 1                  | -           | -           | -           | 7      | 3      |
| Totale Roma        | Totale Roma        | Totale Roma        | 118        | 39         |                 | 16              | 3               |                    | 27                 | 10                 |             | 0           | 0           | 161    | 52     |
| gen.-giu. 2006     | Real Madrid        | PD                 | 12         | 1          | CR              | 4               | 1               | UCL                | 1                  | 0                  | -           | -           | -           | 17     | 2      |
| 2006-2007          | Real Madrid        | PD                 | 7          | 1          | CR              | 1               | 1               | UCL                | 4                  | 0                  | -           | -           | -           | 12     | 2      |
| Totale Real Madrid | Totale Real Madrid | Totale Real Madrid | 19         | 2          |                 | 5               | 2               |                    | 5                  | 0                  |             | -           | -           | 29     | 4      |
| 2007-2008          | Sampdoria          | A                  | 22         | 10         | CI              | 2               | 0               | CU                 | 1                  | 0                  | -           | -           | -           | 25     | 10     |
| 2008-2009          | Sampdoria          | A                  | 35         | 12         | CI              | 4               | 1               | CU                 | 6                  | 2                  | -           | -           | -           | 45     | 15     |
| 2009-2010          | Sampdoria          | A                  | 32         | 9          | CI              | 1               | 2               | -                  | -                  | -                  | -           | -           | -           | 33     | 11     |
| 2010-gen. 2011     | Sampdoria          | A                  | 7          | 4          | CI              | 0               | 0               | UCL+UEL            | 2+3                | 1+0                | -           | -           | -           | 12     | 5      |
| gen.-giu. 2011     | Milan              | A                  | 17         | 4          | CI              | 4               | 0               | UCL                | -                  | -                  | -           | -           | -           | 21     | 4      |
| 2011-2012          | Milan              | A                  | 16         | 3          | CI              | 0               | 0               | UCL                | 3                  | 1                  | SI          | 0           | 0           | 19     | 4      |
| Totale Milan       | Totale Milan       | Totale Milan       | 33         | 7          |                 | 4               | 0               |                    | 3                  | 1                  |             | 0           | 0           | 40     | 8      |
| 2012-2013          | Inter              | A                  | 28         | 7          | CI              | 2               | 1               | UEL                | 9                  | 1                  | -           | -           | -           | 39     | 9      |
| 2013-2014          | Parma              | A                  | 34         | 12         | CI              | 2               | 1               | -                  | -                  | -                  | -           | -           | -           | 36     | 13     |
| 2014-gen. 2015     | Parma              | A                  | 19         | 5          | CI              | 1               | 0               | -                  | -                  | -                  | -           | -           | -           | 20     | 5      |
| Totale Parma       | Totale Parma       | Totale Parma       | 53         | 17         |                 | 3               | 1               |                    | -                  | -                  |             | -           | -           | 56     | 18     |
| 2015-2016          | Sampdoria          | A                  | 24         | 2          | CI              | 1               | 0               | UEL                | -                  | -                  | -           | -           | -           | 25     | 2      |
| 2016-gen. 2017     | Sampdoria          | A                  | 0          | 0          | CI              | 0               | 0               | -                  | -                  | -                  | -           | -           | -           | 0      | 0      |
| Totale Sampdoria   | Totale Sampdoria   | Totale Sampdoria   | 120        | 37         |                 | 8               | 3               |                    | 12                 | 3                  |             | -           | -           | 140    | 43     |
| Totale carriera    | Totale carriera    | Totale carriera    | 419        | 115        |                 | 40              | 10              |                    | 56                 | 15                 |             | 0           | 0           | 515    | 140    |

### Cronologia presenze e reti in nazionale
| Cronologia completa delle presenze e delle reti in nazionale ― Italia | Cronologia completa delle presenze e delle reti in nazionale ― Italia | Cronologia completa delle presenze e delle reti in nazionale ― Italia | Cronologia completa delle presenze e delle reti in nazionale ― Italia | Cronologia completa delle presenze e delle reti in nazionale ― Italia | Cronologia completa delle presenze e delle reti in nazionale ― Italia | Cronologia completa delle presenze e delle reti in nazionale ― Italia | Cronologia completa delle presenze e delle reti in nazionale ― Italia |
| Data                                                                  | Città                                                                 | In casa                                                               | Risultato                                                             | Ospiti                                                                | Competizione                                                          | Reti                                                                  | Note                                                                  |
| --------------------------------------------------------------------- | --------------------------------------------------------------------- | --------------------------------------------------------------------- | --------------------------------------------------------------------- | --------------------------------------------------------------------- | --------------------------------------------------------------------- | --------------------------------------------------------------------- | --------------------------------------------------------------------- |
| 12-11-2003                                                            | Varsavia                                                              | Polonia                                                               | 3 – 1                                                                 | Italia                                                                | Amichevole                                                            | 1                                                                     | 83’                                                                   |
| 16-11-2003                                                            | Ancona                                                                | Italia                                                                | 1 – 0                                                                 | Romania                                                               | Amichevole                                                            | -                                                                     | 46’                                                                   |
| 30-5-2004                                                             | Tunisi                                                                | Tunisia                                                               | 0 – 4                                                                 | Italia                                                                | Amichevole                                                            | -                                                                     | 46’                                                                   |
| 14-6-2004                                                             | Guimarães                                                             | Danimarca                                                             | 0 – 0                                                                 | Italia                                                                | Euro 2004 - 1º turno                                                  | -                                                                     | 64’ 70’                                                               |
| 18-6-2004                                                             | Porto                                                                 | Italia                                                                | 1 – 1                                                                 | Svezia                                                                | Euro 2004 - 1º turno                                                  | 1                                                                     | 70’                                                                   |
| 22-6-2004                                                             | Guimarães                                                             | Italia                                                                | 2 – 1                                                                 | Bulgaria                                                              | Euro 2004 - 1º turno                                                  | 1                                                                     |                                                                       |
| 26-3-2005                                                             | Milano                                                                | Italia                                                                | 2 – 0                                                                 | Scozia                                                                | Qual. Mondiali 2006                                                   | -                                                                     | 82’                                                                   |
| 4-6-2005                                                              | Oslo                                                                  | Norvegia                                                              | 0 – 0                                                                 | Italia                                                                | Qual. Mondiali 2006                                                   | -                                                                     | 68’                                                                   |
| 2-9-2006                                                              | Napoli                                                                | Italia                                                                | 1 – 1                                                                 | Lituania                                                              | Qual. Euro 2008                                                       | -                                                                     |                                                                       |
| 6-9-2006                                                              | Saint-Denis                                                           | Francia                                                               | 3 – 1                                                                 | Italia                                                                | Qual. Euro 2008                                                       | -                                                                     | 73’                                                                   |
| 30-5-2008                                                             | Firenze                                                               | Italia                                                                | 3 – 1                                                                 | Belgio                                                                | Amichevole                                                            | -                                                                     | 61’                                                                   |
| 9-6-2008                                                              | Berna                                                                 | Paesi Bassi                                                           | 3 – 0                                                                 | Italia                                                                | Euro 2008 - 1º turno                                                  | -                                                                     | 75’                                                                   |
| 13-6-2008                                                             | Zurigo                                                                | Italia                                                                | 1 – 1                                                                 | Romania                                                               | Euro 2008 - 1º turno                                                  | -                                                                     | 58’                                                                   |
| 17-6-2008                                                             | Zurigo                                                                | Francia                                                               | 0 – 2                                                                 | Italia                                                                | Euro 2008 - 1º turno                                                  | -                                                                     |                                                                       |
| 22-6-2008                                                             | Vienna                                                                | Spagna                                                                | 0 – 0 dts (4 - 2 dtr)                                                 | Italia                                                                | Euro 2008 - Quarti di finale                                          | -                                                                     | 75’                                                                   |
| 10-8-2010                                                             | Londra                                                                | Italia                                                                | 0 – 1                                                                 | Costa d'Avorio                                                        | Amichevole                                                            | -                                                                     | 70’                                                                   |
| 3-9-2010                                                              | Tallinn                                                               | Estonia                                                               | 1 – 2                                                                 | Italia                                                                | Qual. Euro 2012                                                       | 1                                                                     | 80’                                                                   |
| 7-9-2010                                                              | Firenze                                                               | Italia                                                                | 5 – 0                                                                 | Fær Øer                                                               | Qual. Euro 2012                                                       | 1                                                                     |                                                                       |
| 8-10-2010                                                             | Belfast                                                               | Irlanda del Nord                                                      | 0 – 0                                                                 | Italia                                                                | Qual. Euro 2012                                                       | -                                                                     |                                                                       |
| 12-10-2010                                                            | Genova                                                                | Italia                                                                | 3 – 0 tav                                                             | Serbia                                                                | Qual. Euro 2012                                                       | -                                                                     |                                                                       |
| 9-2-2011                                                              | Dortmund                                                              | Germania                                                              | 1 – 1                                                                 | Italia                                                                | Amichevole                                                            | -                                                                     | 46’                                                                   |
| 25-3-2011                                                             | Lubiana                                                               | Slovenia                                                              | 0 – 1                                                                 | Italia                                                                | Qual. Euro 2012                                                       | -                                                                     | 74’                                                                   |
| 3-6-2011                                                              | Modena                                                                | Italia                                                                | 3 – 0                                                                 | Estonia                                                               | Qual. Euro 2012                                                       | 1                                                                     | 65’                                                                   |
| 10-8-2011                                                             | Bari                                                                  | Italia                                                                | 2 – 1                                                                 | Spagna                                                                | Amichevole                                                            | -                                                                     | cap. 59’                                                              |
| 2-9-2011                                                              | Tórshavn                                                              | Fær Øer                                                               | 0 – 1                                                                 | Italia                                                                | Qual. Euro 2012                                                       | 1                                                                     | 85’                                                                   |
| 6-9-2011                                                              | Firenze                                                               | Italia                                                                | 1 – 0                                                                 | Slovenia                                                              | Qual. Euro 2012                                                       | -                                                                     | 61’                                                                   |
| 7-10-2011                                                             | Belgrado                                                              | Serbia                                                                | 1 – 1                                                                 | Italia                                                                | Qual. Euro 2012                                                       | -                                                                     | 67’                                                                   |
| 11-10-2011                                                            | Pescara                                                               | Italia                                                                | 3 – 0                                                                 | Irlanda del Nord                                                      | Qual. Euro 2012                                                       | 2                                                                     | 56’                                                                   |
| 1-6-2012                                                              | Zurigo                                                                | Italia                                                                | 0 – 3                                                                 | Russia                                                                | Amichevole                                                            | -                                                                     | 68’                                                                   |
| 10-6-2012                                                             | Danzica                                                               | Spagna                                                                | 1 – 1                                                                 | Italia                                                                | Euro 2012 - 1º turno                                                  | -                                                                     | 65’                                                                   |
| 14-6-2012                                                             | Poznań                                                                | Italia                                                                | 1 – 1                                                                 | Croazia                                                               | Euro 2012 - 1º turno                                                  | -                                                                     | 83’                                                                   |
| 18-6-2012                                                             | Poznań                                                                | Italia                                                                | 2 – 0                                                                 | Irlanda                                                               | Euro 2012 - 1º turno                                                  | 1                                                                     | 62’                                                                   |
| 24-6-2012                                                             | Kiev                                                                  | Inghilterra                                                           | 0 – 0 dts (2 - 4 dtr)                                                 | Italia                                                                | Euro 2012 - Quarti di finale                                          | -                                                                     | 78’                                                                   |
| 28-6-2012                                                             | Varsavia                                                              | Germania                                                              | 1 – 2                                                                 | Italia                                                                | Euro 2012 - Semifinale                                                | -                                                                     | 58’                                                                   |
| 1-7-2012                                                              | Kiev                                                                  | Spagna                                                                | 4 – 0                                                                 | Italia                                                                | Euro 2012 - Finale                                                    | -                                                                     | 46’                                                                   |
| 31-5-2014                                                             | Londra                                                                | Italia                                                                | 0 – 0                                                                 | Irlanda                                                               | Amichevole                                                            | -                                                                     | 57’                                                                   |
| 4-6-2014                                                              | Perugia                                                               | Italia                                                                | 1 – 1                                                                 | Lussemburgo                                                           | Amichevole                                                            | -                                                                     | 55’                                                                   |
| 20-6-2014                                                             | Recife                                                                | Italia                                                                | 0 – 1                                                                 | Costa Rica                                                            | Mondiali 2014 - 1º turno                                              | -                                                                     | 46’                                                                   |
| 24-6-2014                                                             | Natal                                                                 | Italia                                                                | 0 – 1                                                                 | Uruguay                                                               | Mondiali 2014 - 1º turno                                              | -                                                                     | 71’                                                                   |
| Totale                                                                |                                                                       | Presenze (71º posto)                                                  | 39                                                                    |                                                                       | Reti (31º posto)                                                      | 10                                                                    |                                                                       |

| Cronologia completa delle presenze e delle reti in nazionale ― Italia under 21 | Cronologia completa delle presenze e delle reti in nazionale ― Italia under 21 | Cronologia completa delle presenze e delle reti in nazionale ― Italia under 21 | Cronologia completa delle presenze e delle reti in nazionale ― Italia under 21 | Cronologia completa delle presenze e delle reti in nazionale ― Italia under 21 | Cronologia completa delle presenze e delle reti in nazionale ― Italia under 21 | Cronologia completa delle presenze e delle reti in nazionale ― Italia under 21 | Cronologia completa delle presenze e delle reti in nazionale ― Italia under 21 |
| Data                                                                           | Città                                                                          | In casa                                                                        | Risultato                                                                      | Ospiti                                                                         | Competizione                                                                   | Reti                                                                           | Note                                                                           |
| ------------------------------------------------------------------------------ | ------------------------------------------------------------------------------ | ------------------------------------------------------------------------------ | ------------------------------------------------------------------------------ | ------------------------------------------------------------------------------ | ------------------------------------------------------------------------------ | ------------------------------------------------------------------------------ | ------------------------------------------------------------------------------ |
| 16-8-2000                                                                      | Pescara                                                                        | Italia under 21                                                                | 2 – 0                                                                          | Messico under 21                                                               | Amichevole                                                                     | -                                                                              | 75’                                                                            |
| 2-9-2000                                                                       | Budapest                                                                       | Ungheria under 21                                                              | 0 – 3                                                                          | Italia under 21                                                                | Qual. Europeo Under-21 2002                                                    | 2                                                                              |                                                                                |
| 6-10-2000                                                                      | Novara                                                                         | Italia under 21                                                                | 1 – 1                                                                          | Romania under 21                                                               | Qual. Europeo Under-21 2002                                                    | -                                                                              |                                                                                |
| 10-10-2000                                                                     | Fermo                                                                          | Italia under 21                                                                | 3 – 2                                                                          | Georgia under 21                                                               | Qual. Europeo Under-21 2002                                                    | 1                                                                              | 54’                                                                            |
| 17-1-2001                                                                      | San Benedetto del Tronto                                                       | Italia under 21                                                                | 5 – 0                                                                          | Slovenia under 21                                                              | Amichevole                                                                     | -                                                                              | 75’                                                                            |
| 24-1-2001                                                                      | Empoli                                                                         | Italia under 21                                                                | 2 – 0                                                                          | Bielorussia under 21                                                           | Amichevole                                                                     | -                                                                              | 55’                                                                            |
| 12-2-2002                                                                      | Messina                                                                        | Italia under 21                                                                | 2 – 0                                                                          | Stati Uniti under 21                                                           | Amichevole                                                                     | -                                                                              | 63’                                                                            |
| 20-8-2002                                                                      | Grosseto                                                                       | Italia under 21                                                                | 0 – 2                                                                          | Germania under 21                                                              | Amichevole                                                                     | -                                                                              | 63’                                                                            |
| 6-9-2002                                                                       | Baku                                                                           | Azerbaigian under 21                                                           | 0 – 3                                                                          | Italia under 21                                                                | Qual. Europeo Under-21 2004                                                    | -                                                                              |                                                                                |
| Totale                                                                         |                                                                                | Presenze                                                                       | 9                                                                              |                                                                                | Reti                                                                           | 3                                                                              |                                                                                |

## Palmarès

### Club
- Campionato spagnolo: 1

Real Madrid: 2006-2007
- Campionato italiano: 1

Milan: 2010-2011
- Supercoppa italiana: 2

Roma: 2001
Milan: 2011

### Individuale
- Oscar del calcio AIC: 2

Miglior giovane: 2001, 2003

## Citazioni nella cultura di massa
- Nel 2006 il regista Pippo Mezzapesa ha girato un cortometraggio dal titolo "Come a Cassano", ispirato alla carriera del giocatore barese.[188]

## Opere
- Pierluigi Pardo e Antonio Cassano, Dico tutto, Rizzoli, 2008, ISBN 88-17-04009-6.
- Pierluigi Pardo e Antonio Cassano, Le mattine non servono a niente, Rizzoli, 2009, ISBN 88-17-03934-9.